# Patjol

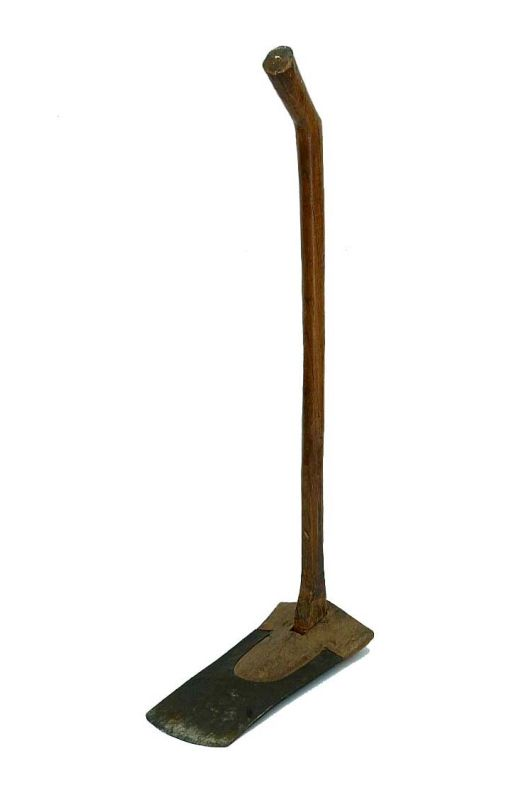
Javaanse patjol

Een patjol (tegenwoordig: pacul) is een Indonesisch werktuig om land handmatig te bewerken. Het is vergelijkbaar met een hak.
Een patjol bestaat uit twee delen, een lange stok en een houten, dwars erop gemonteerde onderkant, meestal versterkt door een laagje metaal. Hij wordt veel op akkers en rijstvelden gebruikt om onkruid weg te hakken of zaadgeulen te maken. 
In westerse landen wordt het onderste deel vaak geheel van ijzer of brons gemaakt. 